# Bruno Bonhuil
Bruno Bonhuil, född 3 januari 1960 i Reims, Frankrike, död den 19 november 2005 i Macau, var en fransk roadracingförare.

## Roadracingkarriär
Bonhuil tävlade på europeisk nivå innan han började tävla i Grand Prix-sammanhang. I en krasch på Hockenheimring 1989 drabbades han av fjorton frakturer, men kom tillbaka och vann det franska mästerskapet i Superbike såväl 1990 som 1991. Under 1990-talets början blev Bonhuil en regelbunden förare i Grand Prix-sammanhang, och han tog som bäst en tolfteplats. Han började därefter tävla i offroad-sammanhang, samt endurance. Han blev endurancevärldsmästare 2002 och 2003, men förolyckades i en krasch i Macaus Grand Prix uppvärmning 2005.